# Bill Whittington
William Marvin "Bill" Whittington, född 11 september 1949 i Lubbock, Texas, död 23 april 2021 i en flygolycka nära Winslow, Arizona, var en amerikansk racerförare.
Bill Whittington vann Le Mans 24-timmars 1979, tillsammans med sin bror Don Whittington och Klaus Ludwig. Han körde även Indianapolis 500 fem gånger under 1980-talet.
År 1986 dömdes Whittington till 15 års fängelse för narkotikasmuggling och skatteflykt.